# می‌خوام برم
«می‌خوام برم» (به انگلیسی: I Wanna Go) آهنگ سوم از هفتمین آلبوم خواننده پاپ آمریکایی بریتنی اسپیرز با نام زن افسونگر که در ۲۱ ژوئن ۲۰۱۱ منتشر شد. این ترانه مقام اول را در بین آهنگ‌های دنس در آمریکا بدست آورد. همچنین مقام هفتم را در بیلبورد ۱۰۰ بدست آورد.